# Friedrich Rothe (Politiker)
Friedrich Christian Ludwig Rothe (* 21. April 1780 in Flechtdorf; † 24. September 1827 in Korbach) war ein deutscher Jurist und Politiker.

## Leben
Rothe war der Sohn des Hospitalrentmeisters in Flechtdorf Johann Gottfried (II.) Rothe (getauft 21. September 1741 in Mengeringhausen; † 21. August 1811 in Korbach) und dessen Ehefrau Beata Lucia Elisabeth Lambrecht (* 23. April 1745 in Flechtdorf; † 22. April 1808 ebenda), der Tochter des Hospitalrentmeisters in Flechtdorf (des Vorgängers des Vaters) Christoph Hermann Lambrecht (* 23. Dezember 1698 in Uslar; † 11. November 1773 in Flechtdorf) und der Anna Elisabeth Philippine Dülfer. Er war evangelisch und heiratete am 20. September 1801 in Korbach Caroline Christiane Luise Köhler (* 14. März 1778 in Korbach; † 17. März 1824 ebenda), die Tochter des Kaufmanns und Pfennigmeisters Henrich Christian Köhler und der Friederike Charlotte Schwellenberg. Carl Beck  war ein Großneffe.
Rothe besuchte von 1796 bis 1799 das Landesgymnasium in Korbach und studierte dann ab dem 10. April 1799 Rechtswissenschaften an der Universität Gießen. Am 20. Mai 1799 erfolgte die Promotion zum Lic. jur. an der Universität Gießen ohne Disputation. Er war etwa ab 1803 Advokat, dann Regierungsadvokat und Notar in Korbach. Im Jahr 1808 wurde er als Eigentümer des Hauses Katthagen 13 in Korbach genannt.
Zwischen 1812 und 1826 war er Stadtsekretär in Korbach. Zunächst hatte er das Amt nebenamtlich inne, während Stadtsekretär Theodor Neumann „anderweit beschäftigt“ war, ab 1814 dann hauptamtlich. Als Stadtsekretär war er vom 23. April 1814 bis zum 24. September 1827 Mitglied des Landstandes des Fürstentums Waldeck. Im Jahr 1824 war er schwer erkrankt. Nach seinem Tode wurde über sein Vermögen ein Nachlasskonkurs betrieben.